# Budinská skala
Budinská skala je soubor andezitových lávových zbytků v Ostrôžkách, geomorfologickém celku Slovenského středohoří. Leží v katastru obce Budiná, přibližně 3,5 km západně od samotné obce.

## Charakteristika
Skalní bradlo vzniklo postupným zvětráváním mohutného lávového proudu a v jeho okolí se nachází několik zajímavých skalních bloků a kamenných moří. V těsném sousedství se nachází Fekiačov vrch (774,1 m n. m.), zajímavostí je také menší jeskyně Jánošíkova skrýša (některé zdroje uvádějí název Jánošíkova izba) a divoké louky okolních lazů. Z vrcholu je výhled na Ostrôžku, nejvyšší vrch stejnojmenného pohoří. V okolí se nacházejí víceré turistické a cykloturistické trasy, usnadňující pohyb v náročném prostředí většinou neudržovaných porostů a luk.

## Přístup
Na Budinskou skalu je nejjednodušší přístup z obce Budiná, konkrétně z lokality Budínské lazy. Přímo při cestě z Budiné nebo Ábelové je křižovatka turistických stezek, které však vrchol jen traverzují.
- po  zelené značce:
  - z obce Tuhár
  - z Budinských lazů
- po  červené značce z Podkriváně[7]

## Galerie

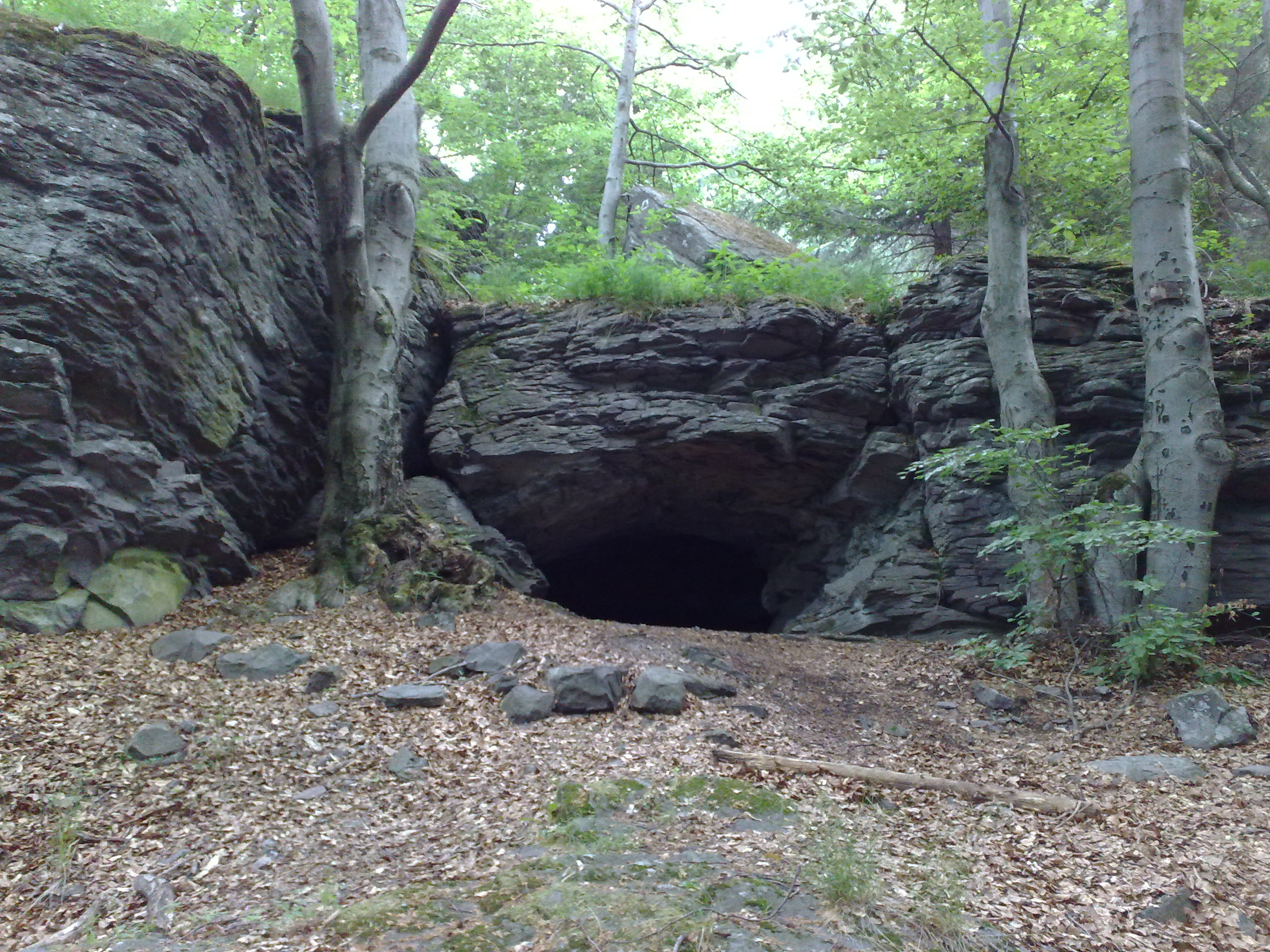
Jánošíkova izba
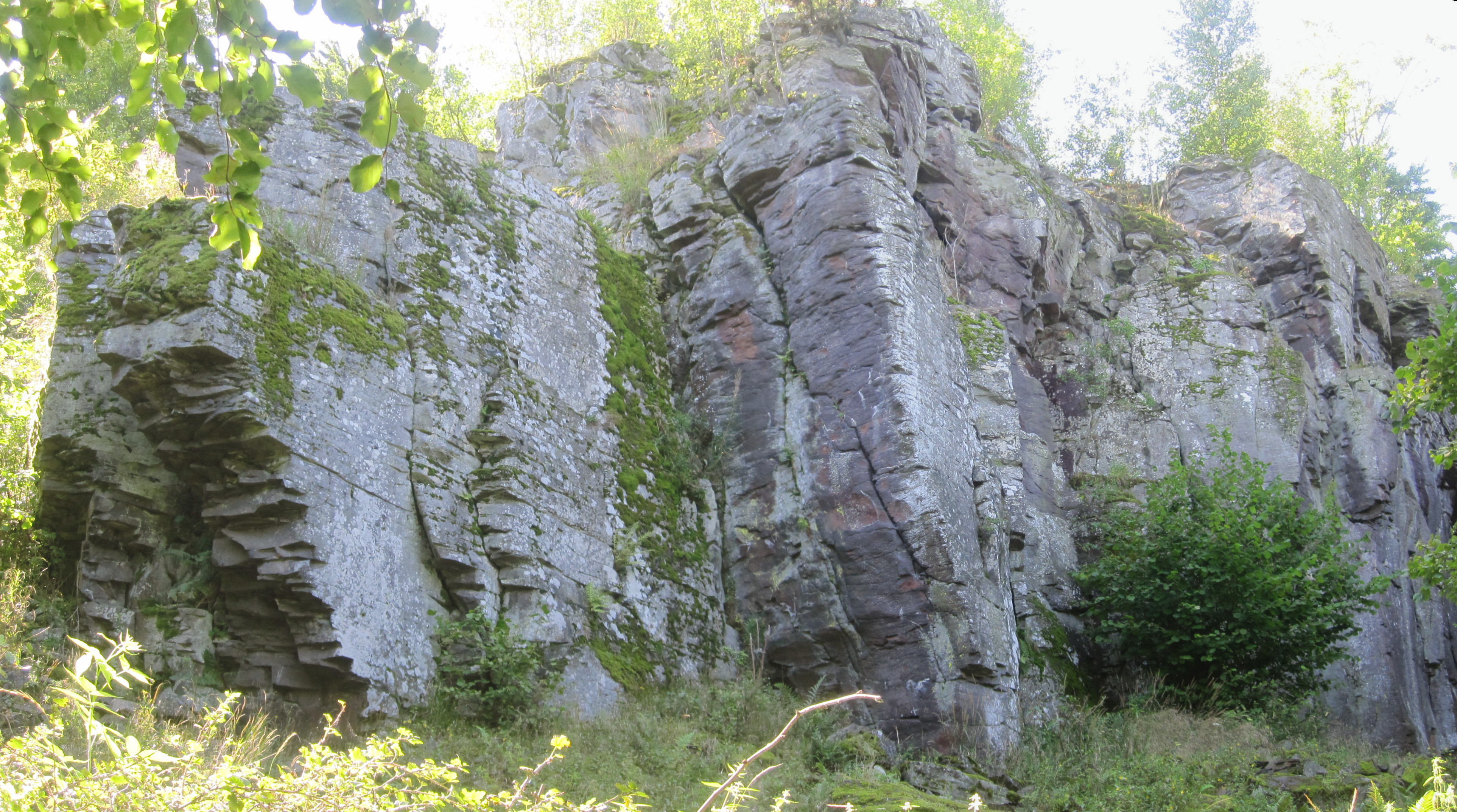
bradlo
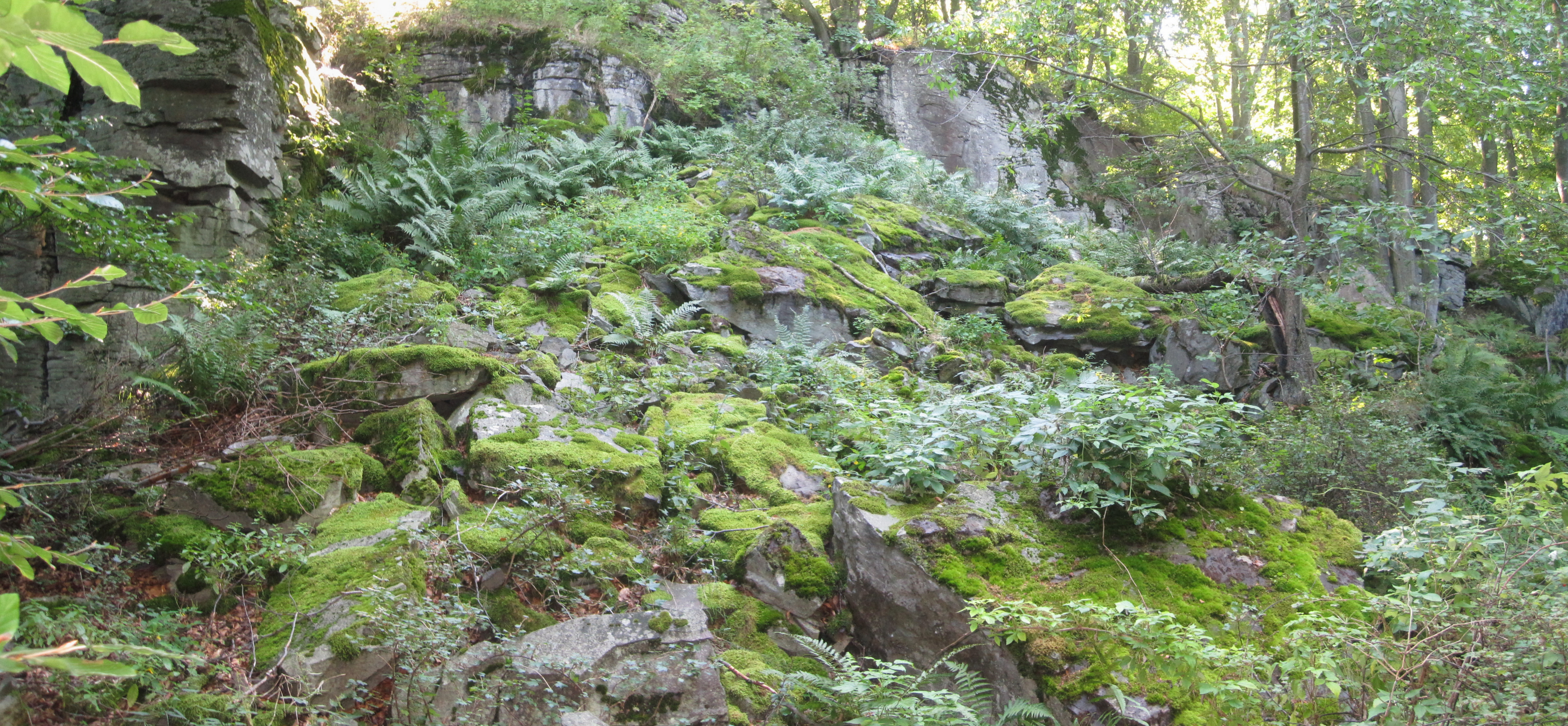
skalní moře
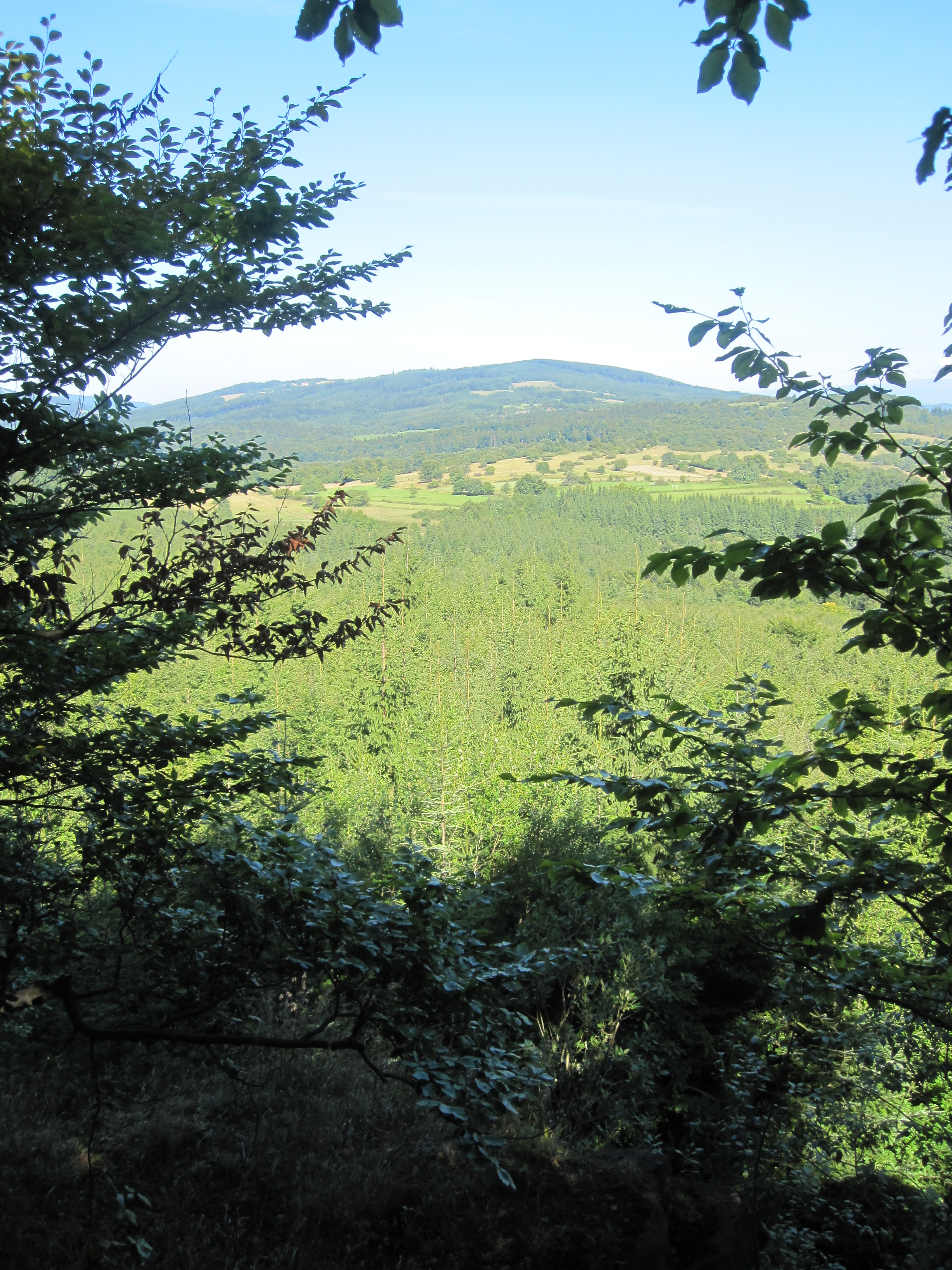
Výhled na Ostrôžku
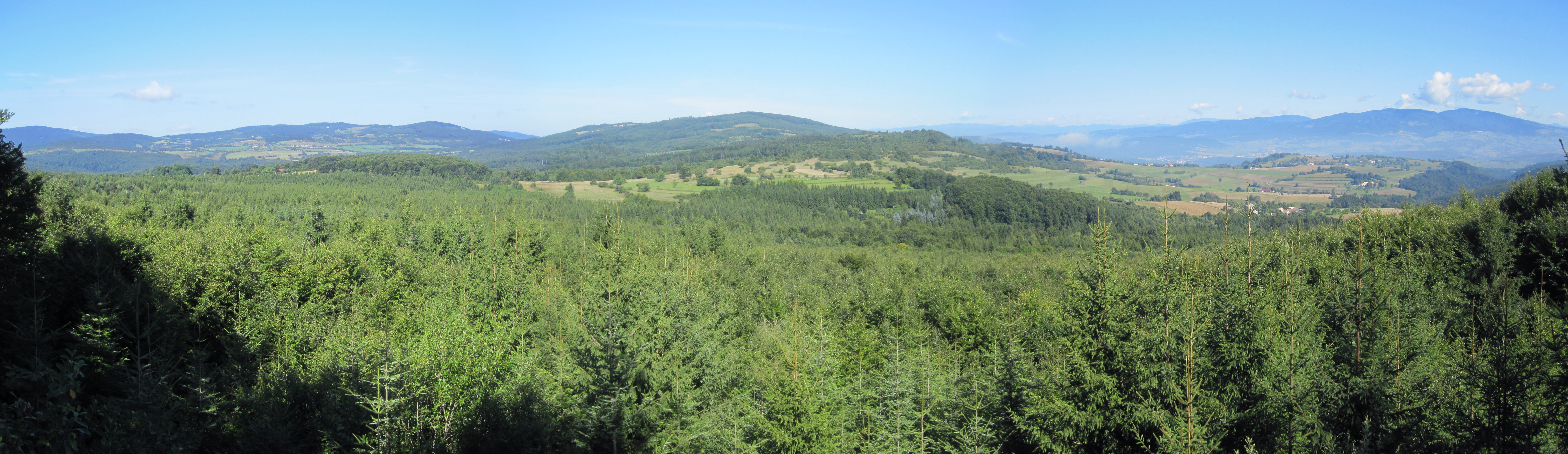
Výhled na Ostrôžku a Poľanu